# Rosate
Rosate là một đô thị ở tỉnh Milano, vùng Lombardia của Italia, khoảng 20 km về phía tây nam của Milano. Tại thời điểm ngày 31 tháng 12 năm 2004, đô thị này có dân số 5.116 và diện tích là 18,7 km².
Đô thị Rosate gồm các frazione (đơn vị trực thuộc) Cavoletto (Località).
Rosate giáp các đô thị: Gaggiano, Gudo Visconti, Besate, Noviglio, Morimondo, Vernate, Bubbiano, Calvignasco.

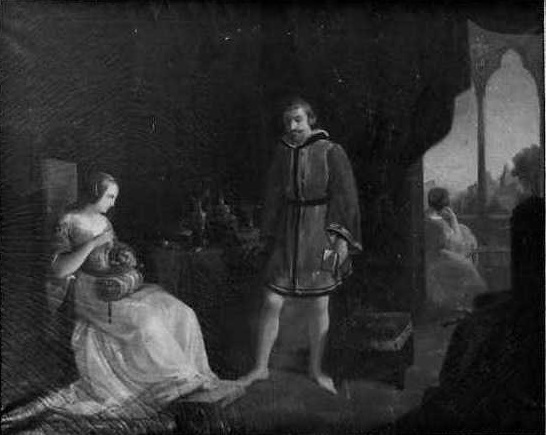
Bice del Balzo trong Lâu đài Rosate, Vincenzo Petrocelli, sơn dầu trên vải, 1840